# Мои странные мысли
«Мои странные мысли» (тур. Kafamda Bir Tuhaflık) — роман турецкого писателя Орхана Памука. Впервые опубликован был на турецком языке в 2014 году, русское издание в переводе Аполлинарии Аврутиной вышло в 2016 году.

## Описание
Местом действия романа, как и большинства других произведений Памука, является Стамбул, родной город автора. Роман охватывает более четырёх десятилетий истории двух семейств, переехавших в Стамбул из провинции Конья, и одновременно — историю Стамбула и бурный рост его населения за эти годы. Главный герой романа, торговец бузой Мевлют Караташ, живёт, как и его многочисленные родственники, в геджеконду, наспех построенных городских трущобах. Фоном «Мои странных мыслей» являются заметные политические события Турции второй половины XX века, в том числе военные перевороты 1971 и 1980 годов, боевые действия на Кипре, землетрясение 1999 года.
По словам самого Памука, для написания романа он много беседовал со стамбульскими торговцами бузой и ездил в анатолийские деревни, где родились многие из этих торговцев. Персонажи романа, по его мнению, являются электоратом Партии справедливости и развития. Памук заявил, что он хотел объяснить, почему герои книги голосуют за Эрдогана (в то же время политик упомянут в книге лишь один раз). По словам Памука, он хотел передать внутренний мир персонажа, живущего в эпоху перемен и в то же время старающегося свести концы с концами.
Название романа взято из «Прелюдии» Уильяма Вордсворта. В «Моих странных мыслях» упоминается Джеляль Салик, персонаж более раннего романа Памука «Чёрная книга».

## Отзывы
Галина Юзефович, характеризуя Мевлюта как потомственного неудачника, считает, что «Мои странные мысли» рассказывает историю жизненного поражения главного героя, но поражение это без несчастья. Она отмечает, что нелёгкая работа Мевлюта, как ни странно, приносит радость. Юзефович делает вывод, что история невесёлой частной жизни оказывается частью истории, значительно большей и более счастливой.
Альберто Мангуэль говорит, что роман Памука является почти «энциклопедией всего», будучи коллекцией персонажей, событий, зданий, еды и предметов. Мангуэль называет «Мои странные мысли» любовным посланием городу во всей его грязной и пыльной славе.

## Награды
В 2016 году за роман «Мои странные мысли» Орхан Памук и переводчица Аполлинария Аврутина были удостоены литературной премии «Ясная Поляна» в категории «Иностранная литература».
В 2017 году роман вошёл в шорт-лист Дублинской литературной премии.